# Nueva Zelanda Basketball
La Nueva Zelanda Basketball es el organismo que rige las competiciones de clubes y la Selección nacional de Nueva Zelanda. Pertenece a la asociación continental FIBA Oceanía.

## Registros
- 19 975 Clubes Registrados.
- 11 441 Jugadoras Autorizadas
- 17 162 Jugadores Autorizados
- 20 000 Jugadores No Autorizados